# タテゴトアザラシ
タテゴトアザラシ（Pagophilus groenlandicus）とは、哺乳綱食肉目アザラシ科タテゴトアザラシ属に分類されるアザラシの1種である。

## 分布
北大西洋、北極海と、その沿岸に棲息する。
繁殖地によって北海個体群、ヤンマイエン島とグリーンランドの東の氷上で繁殖する西氷（the West Ice）個体群、ニューファンドランド島付近で繁殖する北西大西洋個体群の3つに分けられている。北西大西洋個体群が最も大きく、他の2つの個体群とは遺伝的に異なる。

## 形態

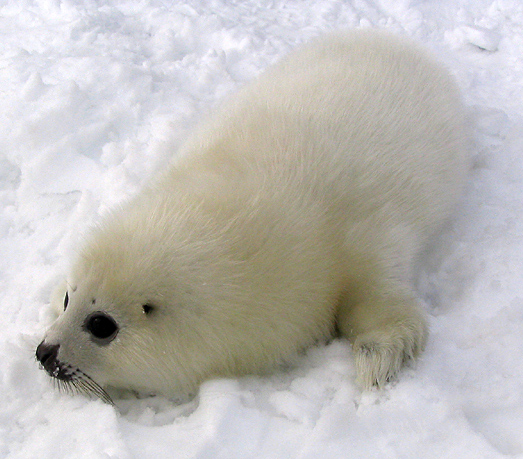
幼獣。まだ種名の由来の模様は体表に見られない。

体長はオスが190 cm、メスが180 cm程度まで成長する。体重は、オス135 kg、メス120 kg程度であり、一般にメスよりもオスの方が大きい。成体の体毛は灰色で、暗色のアルファベットの「U」の字を逆にしたような斑紋が入る場合が有る。この斑紋が竪琴のように見える事が、和名や英語名の由来である。ただし、斑紋には個体差が見られ、さらに、メスや幼体では不鮮明である。
生後14日程までの幼体は、全身が白い体毛で覆われる。その後灰色の体毛に生え変わる。幼体の体毛は、流氷の上では保護色として機能する。

## 生態
海洋や海氷の上などに棲息する。大規模な群れを形成して生活する事例も見られる。北海個体群と西氷個体群は、獲物を追ってバレンツ海、ノルウェー海、グリーンランド海、デンマーク海峡まで移動する。2000年の個体群数は、北海個体群が約30万頭、西氷個体群が約36.1万頭と推定されている。一方で、遺伝的に異なる北西大西洋個体群は、100万頭を大きく超えて、500万頭近いと推定されている。天敵としてはサメ、シャチ、ホッキョクグマの他、一部の地域ではセイウチが挙げられる。
食性は動物食で、魚類、甲殻類、軟体動物等を食べる。
雌は5年から6年で、雄は6年から7年で、性成熟する。繁殖形態は胎生であり、2月から3月に、1回の出産で1匹の幼体を流氷の上などで出産する。出生後暫くの幼体は、母乳を栄養源とする。

## ヒトとの関係

### 狩猟
全ての個体群が狩猟対象になっている。狩猟は主にカナダ、ノルウェー、ロシア、グリーンランドで盛んである。イヌイットは、ほとんど丸ごと食料、燃料、衣料、工芸品などに利用するが、膀胱だけは海に流す習慣が有る。その一方で、商業捕海豹に携わるハンターは、毛皮だけを取って残りは遺棄する場合がほとんどである。特に幼体の毛皮は珍重されたために、乱獲されてきた。
1800年代初頭に商業捕海豹が始まる以前の北西大西洋個体群の大きさは不明だが、幾つかのシミュレーションモデルによると300万頭から400万頭と推定されている。第二次世界大戦の終わりには個体群数300万頭とされているが、1950年代から1970年代の間に、カナダの商業捕海豹のために、その50％から66％に減少した。しかし、捕獲高割当と保全政策が功を奏し、外部の専門家の監査を受けた1999年の調査結果によれば520万頭にまで回復した。
カナダの水産海洋省は、1年間に32.5万頭の捕獲を許可している。ただし、先住民（ファースト・ネーション、イヌイット、メティ）には、この枠とは別に、1万頭が割り当てられる。動物愛護団体はカナダにおける狩猟が必要以上に残酷で、割当量よりも多くのアザラシが殺されており、期待されている経済効果も疑わしいと主張しており、ブリジット・バルドー、モリッシー、ポール・マッカートニー、パメラ・アンダーソンらセレブリティーも関与する論争を巻き起こしている。一方で、商業捕海豹保護論者は、捕海豹が停止されれば本種の個体群数が増加し、地域の漁業に大打撃を与えると主張している。

### 料理
ニューファンドランド島では、本種のひれをパイの具にしたフリッパーパイと呼ばれる伝統料理を、復活祭に作って食べる習慣が存在する。また、アカディア人は本種の脂で揚げ菓子やビスケットを作っていた。

## 画像

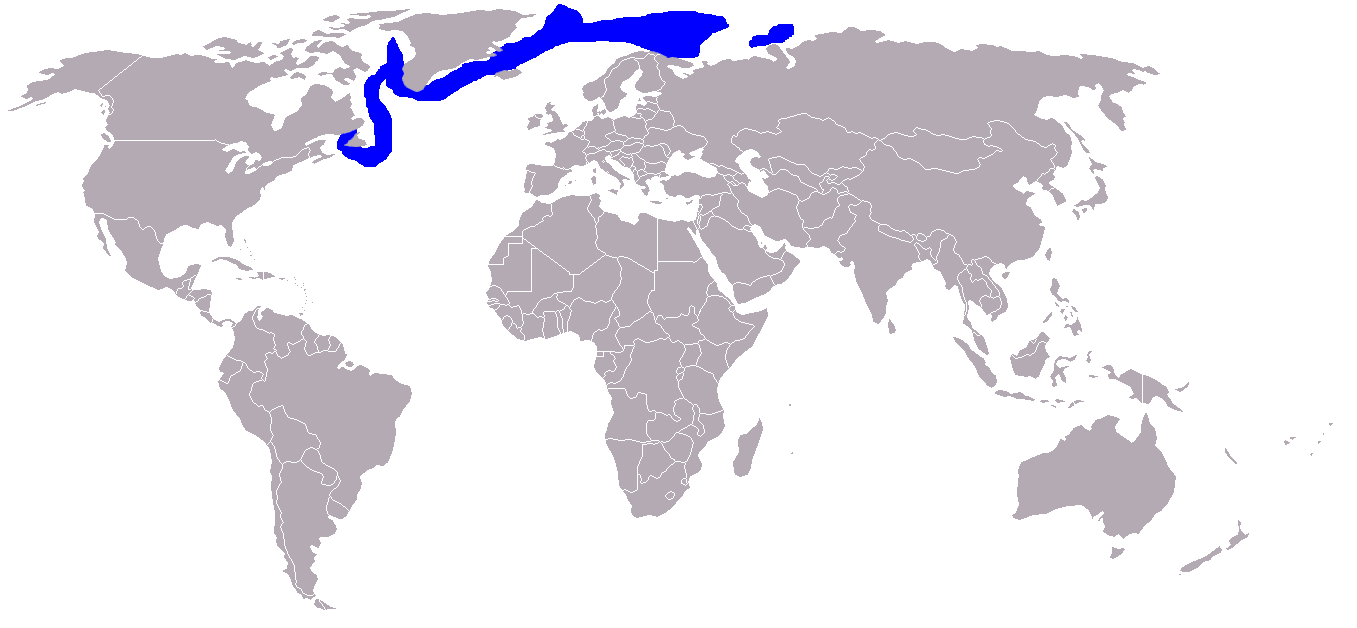
分布